# Capasa pachiaria
Capasa pachiaria là một loài bướm đêm trong họ Geometridae.